# Флёрдоранжевая вода

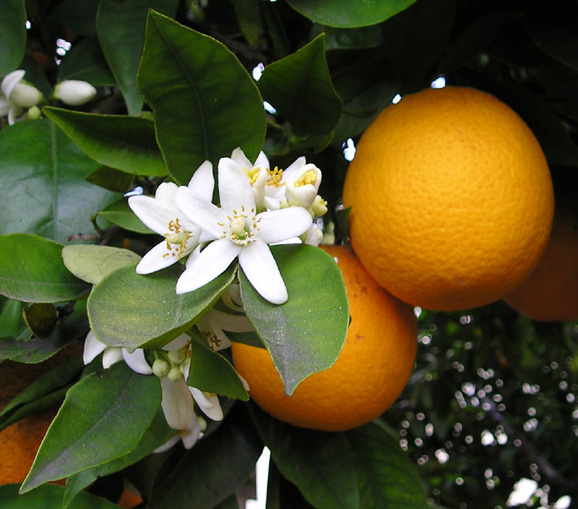
Цветы апельсинового дерева

Флёрдоранжевая вода (устар. померанцевая водица) — побочный ароматический продукт перегонки свежих цветов горького апельсина (померанца) при получении их эфирного масла.

## Использование

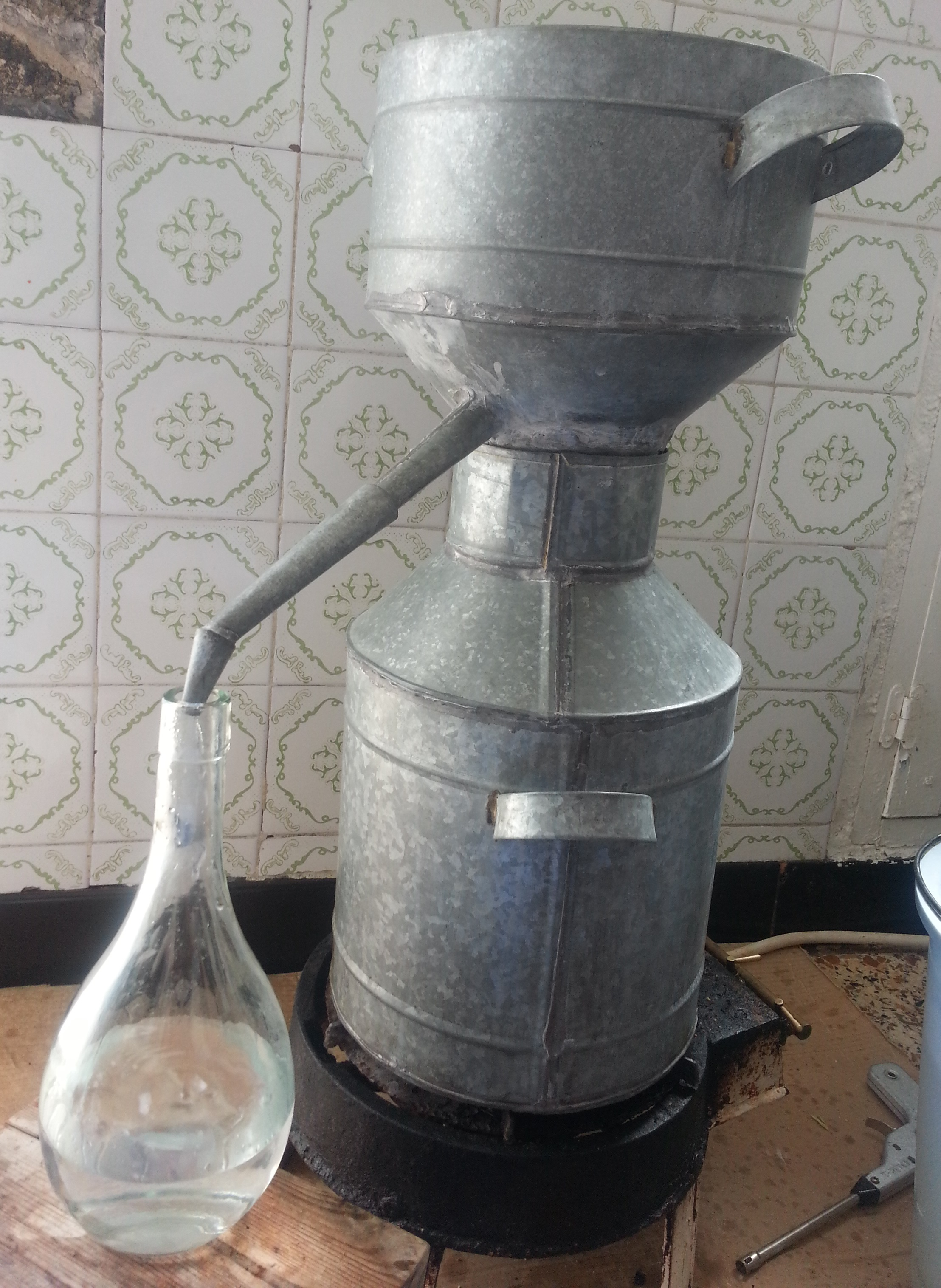
Перегонный сосуд для цветов апельсинового дерева

Этот гидролат традиционно использовался в качестве ароматизатора во многих традиционных средиземноморских десертных блюдах, например, во Франции для жибассье и pompe à l’huile, в Испании для пирога волхвов, для самсы в Тунисе, при приготовлении марокканского кофе, но в последнее время[какое?] эта вода нашла применение и в других кухнях. Например, она используется в Европе для ароматизации печенья мадлен, в Мексике — для ароматизации маленьких свадебных тортов и хлеба мёртвых, а в Соединенных Штатах — для приготовления скона и маршмэллоу. Вода из цветков апельсина также используется в качестве ингредиента в некоторых коктейлях, таких как Ramos Gin Fizz. На Мальте, во многих странах Северной Африки и Ближнего Востока вода из цветков апельсина широко используется в качестве средства от боли в животе и даётся как взрослым, так и маленьким детям.
Вода из цветков апельсина — традиционный ингредиент, который часто используется в кулинариях Северной Африки и Ближнего Востока. В арабских вариантах пахлавы воду из цветков апельсина часто смешивают со сладким сиропом для аромата. Возможно, цветы апельсина используются таким образом, потому что они считаются традиционными свадебными цветами и, соответственно, символизируют чистоту (белые, маленькие и нежные). Этот ингредиент также добавляют в обычную воду на Ближнем Востоке, чтобы замаскировать высокое содержание минералов и неприятные запахи (например, те, которые возникают при хранении в кулле, глиняном кувшине, который сохраняет воду прохладной, наподобие зира); некоторые добавляют этот аромат независимо от вкуса простой воды.

## По стране и региону
В Греции и на Кипре вода из цветков апельсина называется антонеро (греч. ανθόνερο), а на Мальте она известна как Ильма Шахар.
В Леванте вода из цветков апельсина известна как Май Захр, в Марокко — Ильма Жар, а в Алжире и Тунисе — Ма Жар, на североафриканских диалектах, означающих[прояснить] «вода из цветков апельсина», в отличие от May Ward или Ilma Ward — воды из цветков розы. Вода из цветков апельсина служит двум целям в Магрибе: в качестве духов или освежителя, который обычно предлагают гостям для омовения рук при входе в дом или перед чаепитием. Воду подают в специальном серебряном или металлическом контейнере, узнаваемом в типичном магрибском чайном сервизе. Однако в наши дни этот старый обычай угасает. Второе применение воды из цветков апельсина — это блюда алжирской, тунисской и марокканской кухонь, особенно в качестве ингредиента для традиционных сладостей, а иногда и для ароматизации напитков, таких как кофе. В Аргентине, которая заимствует многие кулинарные традиции из Италии, Agua de Azahar используется для придания особого аромата и вкуса Pan Dulce, традиционному панеттоне, приготовляемому во время празднования окончания года.